# میدلتن (تنسی)
میدلتن(به انگلیسی: Middleton) شهری در ایالت تنسی کشور ایالات متحده آمریکا است که جمعیت آن در سرشماری سال ۲۰۱۰ میلادی، ۷۰۶ نفر بوده‌است.